# Roumanie aux Jeux olympiques d'hiver de 1932
La Roumanie participe aux Jeux olympiques d'hiver de 1932 organisés à Lake Placid, aux États-Unis. La délégation roumaine compte 4 hommes qui ne remportent pas de médaille.

## Résultats

### Bobsleigh
| Bob   | Athlètes                        | Épreuve           | Manche 1      | Manche 1 | Manche 2      | Manche 2 | Manche 3      | Manche 3 | Manche 4      | Manche 4 | Total         | Total |
| Bob   | Athlètes                        | Épreuve           | Temps         | Rang     | Temps         | Rang     | Temps         | Rang     | Temps         | Rang     | Temps         | Rang  |
| ----- | ------------------------------- | ----------------- | ------------- | -------- | ------------- | -------- | ------------- | -------- | ------------- | -------- | ------------- | ----- |
| ROU-1 | Alexandru Papană Dumitru Hubert | Bob à deux hommes | 2 min 15 s 51 | 7        | 2 min 07 s 82 | 4        | 2 min 06 s 12 | 5        | 2 min 03 s 02 | 4        | 8 min 32 s 47 | 4     |

| Bob   | Athlètes                                                         | Épreuve           | Manche 1      | Manche 1 | Manche 2      | Manche 2 | Manche 3      | Manche 3 | Manche 4      | Manche 4 | Total         | Total |
| Bob   | Athlètes                                                         | Épreuve           | Temps         | Rang     | Temps         | Rang     | Temps         | Rang     | Temps         | Rang     | Temps         | Rang  |
| ----- | ---------------------------------------------------------------- | ----------------- | ------------- | -------- | ------------- | -------- | ------------- | -------- | ------------- | -------- | ------------- | ----- |
| ROU-1 | Alexandru Papană Alexandru Ionescu Ulise Petrescu Dumitru Hubert | Bob à deux hommes | 2 min 09 s 09 | 6        | 2 min 14 s 32 | 7        | 2 min 02 s 00 | 5        | 1 min 58 s 81 | 4        | 8 min 24 s 22 | 6     |